# Toni Basil
Antonia Christina Basilotta, cujo nome artístico é Toni Basil (Filadélfia, 22 de setembro de 1943), é uma cantora, letrista, atriz e coreógrafa norte-americana. Basil é mais conhecida pelo seu êxito "Mickey", de 1982, sendo geralmente considerada uma one-hit wonder.

## Biografia
Antonia Christina Basilotta nasceu na Filadélfia, Pensilvânia . Sua mãe, Jacqueline Jessica Anderson, foi uma comediante acrobática no grupo de sua família, Billy Wells e The Four Fays. Seu pai, Louis Basil, era um líder de orquestra, tendo dirigiu orquestras no O Teatro de Chicago e no Hotel Sahara, em Las Vegas, entre outros.

## Carreira de dançarina
Toni Basil dançava profissionalmente desde a infância, mas sua carreira adulta começou quando ela serviu como uma assistente do coreógrafo David Winters, dançando em Shindig!, um show de variedades americana de música que foi transmitido no canal ABC de 16 setembro de 1964 até 8 de janeiro de 1966. Ela também foi  assistente de coreógrafo e foi caracterizada como uma dançarina go-go no filme-concerto T.A.M.I. Show (Teen-Age Music International), 1964, também coreografado por David Winters, que também contou com uma dançarina do companheiro e amigo, Teri Garr.
Basil coreografou e codirigiu, com David Byrne, o vídeo da música "Once in a Lifetime", do grupo Talking Heads. Basil trabalhou com o grupo novamente para dirigir e coreografar o vídeo para a canção "Crosseyed e Painless." Ela também coreografou duas digressões de David Bowie: Diamond Dogs Tour, de 1974, e Glass Spider Tour, de 1987. Há muitos anos que Basil trabalha com Bette Midler, mais recentemente em seu show em Las Vegas 2008/2009 The Showgirl Must Go On Ela também foi a diretora-adjunta e coreógrafa da digressão mundial Tina Turner Live: 50th Anniversary Concert Tour, de Tina Turner, em 2008/2009. Sua experiência como coreógrafa a levou a ser convidada a sentar-se como jurada convidada nas temporadas quatro e cinco do programa So You Think You Can Dance, da Fox. Além disso, ela é creditada por "trazer a dança de rua para a proeminência como membro fundador e gerente da The Lockers".
Seu trabalho no cinema inclui a coreografia de Pajama Party (1964), no qual ela foi a assistente de David Winters, American Graffiti (1973), de  George Lucas, e Head, do The Monkees, filme de 1968 no qual ela faz uma aparição como dançarina durante a canção "Daddy’s Song", com Davy Jones . O trabalho de coreografia de destaque de Basil podem ser encontrados nos filmes The Rose, Legalmente Loira, That Thing You Do!, e O Casamento do Meu Melhor Amigo. 

## Carreira musical
A carreira de cantora de Basil começou em 1966, com um single para a A&M Records, que foi a canção-título da curta-metragem Breakaway. Este filme foi feito pelo artista e cineasta de fama internacional Bruce Conner, e apoiado com "I'm 28", uma obscura canção de Graham Gouldman. Basil apareceu como convidada durante na primeira temporada de Saturday Night Live com o grupo The Lockers e nas temporadas seguintes como cantora e cineasta, performando, com seu estilo urbano, Swan Lake. Em 1982, ela lançou o single "Mickey", que conseguiu sucesso internacional. Esta canção é um cover de "Kitty", um lançamento de 1979, da banda britânica Racey, tema composto pelos compositores britânicos Nicky Chinn e Mike Chapman e produzido por este último. A canção original não incluía o famoso canto "Oh Mickey, you're so fine", que Basil acrescentou.
"Mickey" foi gravado em 1980 e o vídeo da canção foi concebido, dirigido e coreografado pela própria Basil para a gravadora britânica Radial Choice quase um ano antes do início das emissões da MTV, em 1981. Lançado pela Chrysalis Records ,em setembro de 1982, a canção tirou Lionel Richie do n.º 1 da Billboard Hot 100 em dezembro do mesmo ano. O vídeo de "Mickey" foi um dos mais populares primeiros vídeos da MTV. No vídeo, Basil usava seu uniforme cheerleader da Las Vegas High School, onde ela se formou. Durante uma entrevista para o program especial "100 Greatest Songs of The 80s", da VH1, Basil revelou que ela ainda possui a  camisola de cheerleader que ela usou no vídeo. Em 2003, a VH1 classificou "Mickey" no número 6 na lista do 100 Greatest One Hit Wonders of the '80s (“os maiores one-hit wonders dos anos 80”).
Para a televisão, Basil apareceu como atriz e vocalista/dançarina em shows de televisão e promoções. Ela codirigiu e coreografou dois programas especiais para a BBC chamados "Toni Basil Tape 1" e "Toni Basil Tape 2",  com Adam Walsh e Stephenson Ken.
Basil apenas lançou apenas dois álbuns. Seu primeiro álbum, de 1982, Word of Mouth, incluído o single "Shoppin' from A to Z", que entrou na Billboard Hot 100,  assim como três músicas do Devo, com o grupo fornecendo o instrumental. A faixa "Space Girls" é uma regravação de uma demo de 1974 de Devo intitulada "Space Girl Blues", que mais tarde seria lançado em "Hardcore Devo: Volume One". Gerald V. Casale, membro do Devo, e Toni tiveram  um relacionamento na altura e Basil tinha sido uma das primeiras pessoas a apoiar o grupo.
Com Toni Basil (1983), seu segundo álbum, Basil conseguiu o seu terceiro - e último – single a entrar Hot 100, "Over My Head", que também atingiu #4 na parada de Dance Music dos EUA. Sua canção "Girls Night Out" apareceu na trilha sonora do filme de 1986 Modern Girls . Até o momento, foram lançadas cinco compilações “best of" de Toni Basil em CD. Em 1999, o DJ e produtor Jason Nevins lançou um remix de "Mickey", que foi fez sucesso em clubes da Europa e da Austrália .
Basil tem outros sucessos internacionais, como "Street Beat", single que foi um grande sucesso nas Filipinas. Basil também contribuiu com vocais para a canção do Devo "The Only One", em 1987. A canção apenas foi lançada em 2000, com a coletânea Recombo DNA.

## Carreira de atriz
Como atriz, Basil começou nos filmes Easy Rider e Five Easy Pieces. Alguns de seus outros filmes incluem The Last Movie, dirigido por Dennis Hopper, Greaser's Palace dirigido por Robert Downey, Sr., Mother, Jugs & Speed, Village of the Giants, Rockula, com Thomas Dolby, e Slaughterhouse Rock. Na TV, ela já apareceu em episódios de Laverne and Shirley e em Baywatch Nights como uma cartomante.

## Cinema e vídeos musicais
Em 2007, Basil, percorreu os EUA com o show "Semina Culture: Wallace Berman and His Circle".
Para além de dirigir o vídeo de "Mickey", ela também dirigiu e coreografou o vídeo de "Once in a Lifetime", do Talking Heads, com o vocalista David Byrne com um fundo branco, num estilo semelhante ao de "Mickey".

## Prêmios e homenagens
Os prêmios de Toni Basil incluem o Hip Hop Award International Living Legend, uma indicação ao Grammy de Vídeo de Formato Longo, com "Word Of Mouth", em 1983, uma indicação ao Emmy e o prêmio Achievement in Choreography, por The Smothers Brothers, em 1988, duas indicações ao  MTV Video Music Awards, quatro indicações e duas vitórias no American Choreography Awards, incluindo as vitórias nas categorias Lifetime Achievement Innovator, e The Los Angeles Theater Ovation: Street Dance Award. As exposições incluem o Museu de Arte Moderna: Videos e Santa Monica Museum of Art: Short Films . Ela também recebeu discos de platina e ouro nos EUA, Reino Unido, Austrália, Canadá, Filipinas e França. Seu single "Mickey" ganhou um lugar no Rock & Roll Hall of Fame como um dos singles mais inovadores da década de 1980. Foi-lhe prestado um tributo no  The Carnival: Choreographer's Ball, Monsters of Hip-Hop Masters of Movement, and in Portraits of America's Great Choreographers. Basil também foi incluída foi apresentada no Calendário dos Artistas do Museu de Arte Moderna apareceu e na capa da Dance Magazine.

## Filmografia
- Pajama Party (1964)
- The T.A.M.I. Show (1964)
- Village of the Giants (1965)
- Gidget-Too Many Cooks (1965)
- Breakaway (1966)
- Head (1968)
- Sweet Charity (1969)
- Easy Rider (1969)
- Five Easy Pieces (1970)
- The Last Movie (1971)
- Greaser's Palace (1972)
- Won Ton Ton, the Dog Who Saved Hollywood (1976)
- Mother, Jugs & Speed (1976)
- The Toni Basil Show (One-off) (1982)
- Angel III: The Final Chapter (1988)
- Slaughterhouse Rock (1988)
- Rockula (1990)
- Pacific Palisades (1990)
- Catchfire (1990)
- Eating (1990)

## Discografia

### Álbuns de estúdio
| 1982                                           | Word of Mouth - Gravadora: Chrysalis Records (EUA) Radial Choice (Reino Unido) Virgin Records (Canadá) | 22  | 15 | 27 | - Canadá: Ouro |
| 1983                                           | Toni Basil - Gravadora: Chrysalis Records (EUA)                                                        | 206 | —  | —  |                |
| "—" denota um álbum que não entrou nas paradas | |     |    |    |                |